# Troisième République (Pologne)
Pour les articles homonymes, voir Troisième République et Rzeczpospolita Polska.
depuis le 31 décembre 1989
(35 ans, 4 mois et 20 jours)
Entités précédentes :
- République populaire de Pologne

La république de Pologne (Rzeczpospolita Polska) est le nom officiel de l'État polonais depuis le 31 décembre 1989. Il est également appelé la Troisième République afin de souligner la continuité étatique entre le régime actuel et la république de Pologne d'avant la guerre.
Dans les années 1970 et 1980, la tension entre le peuple de la Pologne et son gouvernement communiste monte, comme dans le reste du bloc de l'Est à mesure que l’influence de l’Union soviétique diminue. Avec l'avènement de la perestroïka en Union soviétique sous le régime de Mikhaïl Gorbatchev, est apparue une occasion de changer enfin le système de gouvernement.
Les craintes que le déplacement du pouvoir d'un système centralisé à parti unique à une démocratie multi-partite pourrait se transformer en révolution sanglante se sont révélées infondées, grâce à la présence des deux côtés — au Parti communiste, et parmi l'opposition démocratique — de réformistes désireux de trouver une solution pacifique.

## L’accord de la table ronde et les élections (31 août 1988 - 31 décembre 1990)
L'incapacité du gouvernement à enrayer le déclin économique de la Pologne a conduit à une vague de grèves dans tout le pays en avril, mai et août 1988. Dans une tentative de prendre le contrôle de la situation, le gouvernement a donné une reconnaissance de facto à Solidarność et le ministre de l'Intérieur Kiszczak a entamé des pourparlers avec Lech Wałęsa, le 31 août. Ces négociations ont été rompues en octobre, mais une nouvelle série de négociations, la table ronde (en) des pourparlers, a commencé en février 1989. Ces entretiens ont abouti à un accord en avril pour la tenue d’élections législatives partiellement libres. L'élection de juin a résulté en l’établissement du Sejm (la chambre basse), dans lequel un tiers des sièges ont été attribués aux communistes et un tiers ont été attribués aux deux partis qui avaient été jusque'alors leurs partenaires de coalition. Le dernier tiers des sièges au Sejm et tous ceux du Sénat ont été librement disputés, et la majorité d'entre eux est revenue à des candidats soutenus par Solidarność.
L'échec des communistes aux élections a produit une crise politique. L'Accord de la table ronde (en) exigeait un président communiste, et le 19 juillet l'Assemblée nationale, avec le soutien d'un certain nombre de députés de Solidarność, a élu le général Wojciech Jaruzelski à cette fonction. Cependant, deux tentatives pour former un gouvernement par les communistes ont échoué.
Le 19 août, le président Jaruzelski a demandé au journaliste et militant de Solidarność, Tadeusz Mazowiecki, de former un gouvernement. Le 12 septembre, le Sejm a voté l'approbation du président du Conseil des ministres Mazowiecki et de son cabinet. Pour la première fois en plus de 40 ans, la Pologne a eu un gouvernement dirigé par des non-communistes.
En décembre 1989, le Sejm a approuvé le plan de réforme visant à effectuer une transition rapide de l’économie polonaise d’une économie planifiée à une économie de marché, a modifié la constitution afin d'éliminer les références au « rôle dirigeant » du parti communiste, et renommé le pays « la république de la Pologne ». Le Parti ouvrier unifié polonais s'est dissous en janvier 1990, créant à sa place un nouveau parti, l'Alliance de la gauche démocratique (SLD). La plupart des biens de l'ancien parti communiste ont été remis à l'État.
Les élections locales de mai 1990 ont été entièrement libres. Les candidats soutenus par les comités de citoyens de Solidarność ont remporté la plupart des élections, bien que le taux de participation ait été à peine supérieur à 40 %. Le cabinet a été remanié en juillet 1990. Les ministres de la défense nationale et de l'intérieur (de l'ancien gouvernement communiste) ont été parmi ceux qui ont été remplacés.
En octobre 1990, la Constitution a été modifiée afin de réduire le mandat du président Jaruzelski. En décembre, Lech Wałęsa est devenu le premier président de la République élu par le peuple polonais.

## La Pologne du1erjanvier 1991 au 31 décembre 2000
Au début des années 1990, la Pologne a beaucoup progressé vers l'établissement d'un gouvernement pleinement démocratique et d’une économie de marché. En novembre 1990, Lech Wałęsa est élu président pour un mandat de 5 ans. Jan Krzysztof Bielecki, à la demande de Wałęsa, a formé un gouvernement et a été son président du Conseil jusqu'en octobre 1991 : il a introduit les prix mondiaux et a considérablement étendu le champ d'action de l'entreprise privée.

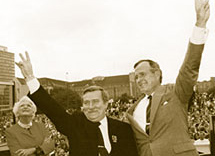
Lech Wałęsa avec George H. W. Bush, 1989

Les premières élections législatives libres en Pologne ont eu lieu en 1991. Plus de 100 partis ont participé, représentant tout l'éventail des opinions politiques. Aucun parti n’a reçu plus de 13 % du total des voix. Après un départ difficile, en 1993 le deuxième groupe des élections a eu lieu, mettant en place le premier parlement à effectuer un mandat complet. L'Alliance de la gauche démocratique (SLD) a reçu le plus de voix. En 1993 aussi, le groupe du nord des forces soviétique a finalement quitté la Pologne.
Après l'élection, le SLD et le Parti paysan polonais (PSL) ont formé un gouvernement de coalition. Waldemar Pawlak, chef du PSL, est devenu le président du Conseil des ministres. Les relations entre le président Walesa et le président du Conseil sont restées tendues pendant tout le mandat de Pawlak. Le président a reproché à Pawlak de donner la priorité à des intérêts personnels et à ceux de son parti en négligeant les questions d'importance nationale. Après une vague de scandales impliquant Pawlak et l'augmentation de la tension politique sur le contrôle des forces armées, Wałęsa a exigé la démission de Pawlak en janvier 1995. Une crise a eu lieu et la coalition a relevé Pawlak de ses fonctions et l'a remplacé par Józef Oleksy du SLD.
En 1997, à la suite d'élections législatives remportées par la droite, s'ouvre une période de cohabitation : Jerzy Buzek (président du Parlement européen de 2009 à 2012) devient président du conseil des ministres. Cette année-là voit l'adoption de la constitution définitive instituant la Troisième République.